# Лоїс Макмастер Буджолд
Лоїс Макмастер Буджолд (англ. Lois McMaster Bujold; нар. 2 листопада 1949, Колумбус, Огайо) — американська письменниця-фантастка. Володарка численних літературних відзнак, зокрема, 4 премій і 10 номінацій на «Г'юго» за найкращий роман. Прославилась як авторка циклу фантастичних творів про Майлза Форкосигана. За заслуги перед жанром Буджолд нагороджено премією «Гросмейстер фантастики» (2020).

## Життєпис
Лоїс Буджолд народилася в Колумбусі, штат Огайо, у 1949 році. В 1967 році закінчила вищу школу міста Верхній Арлінгтон (Upper Arlington High School). З 1968 до 1972 рр. навчалася в Університеті Штату Огайо. Народила двох дітей: Анну (1979) і Пола (1981). З 1980 до 1995 рр. мешкала в місті Маріон, Огайо. В 1995 році сім'я переїхала в Міннеаполіс, штат Міннесота.
З дитинства була ненаситною читачкою. Дитячу наукову фантастику почала читати в дев'ять, успадкувавши пристрасть до неї від батька, професора та інженера, що часто купував фантастичні журнали та інші подібні цікавинки.

## Літературна кар'єра
Перші твори написала у школі. У восьмому класі, наслідуючи улюбленим письменникам, з найкращою подругою Лілліан Стюарт вигадували різні фрагментарні історії та епізоди. Знаменною подією для 15-річної Лоїс стала подорож Європою автостопом зі старшим братом. В коледжі вибрала англійську профілюючим предметом в коледжі, але пізніше втратила інтерес до неї. Пізніше брала участь в шеститижневому біологічному навчальному турі Східною Африкою.
Після коледжу працювала фармацевткою у лікарні Університету Штату Огайо. Коли її подруга Лілліан Стюарт Карл почала писати й продала перше оповідання, безробітна і з двома дітьми Лоїс Буджолд також звернулась до письма. Попрактикувавшись на повісті, почала роботу над першим романом з допомогою і порадами Лілліан і Патриції Рід, письменниці в жанрі фентезі з Міннеаполіса. Насичений період навчання вимогливого мистецтва письма складався з постійного переписування і врахування редакторських правок.
Роман «Уламки честі» (англ. Shard of Honor) був закінчений в 1983 р.; другий — «Учень воїна» (англ. Warrior’s Apprentice) — в 1984; третій — «Етан із планети Ейтос» (англ. Ethan of Athos) у 1985 р. Всі три романи належали до «Саги про Форкосиганів», яка складає основний доробок авторки.
Також Буджолд написала кілька оповідань, з якими мала намір вийти на ринок журналів. Наприкінці 1984 року три з них вдалося продати журналу Twilling Zone, це був перший професійний успіх. В жовтні 1985 року всі три романи придбало видавництво Baen Books. Друком романи вийшли в червні, серпні й грудні 1986 року.
Четвертий роман «У вільному падінні» (англ. Falling Free) надрукував Analog Magazine взимку 1987-88 років і приніс першу Неб'юлу.
«Гори скорботи» (англ. The Mountains of Mourning) також з'явився в Analog Magazine і приніс Г'юго і Неб'юлу за найкращу повість 1989 року. А «Гра форів» (англ. Vor Game) і «Барраяр» (англ. Barrayar) отримали премії Г'юго один за одним — у 1991 і 1992 роках.
Книги Лоїс Макмастер Буджолд були перекладені на 14 мов. В 1992 році з'явилася книга «Кільце духів» (англ. The Spirit Ring), написана в стилі історичного фентезі. Після чого письменниця повернулася до всесвіту і часу Майлза Форкосигана з книгою «Танок відображень» (англ. Mirror Dance), яка здобула Г'юго і Локус в 1995 році.
Роман «Цетаганда» (англ. Cetaganda) був опублікований спочатку в Analog Magazine — стартувавши у вересневому випуску 1995 року, а потім — в січні 1996 року окремою книгою в видавництві Baen Books.
Перший редакторський досвід Лоїс Буджолд отримала в 1995 році, укладаючи з Рональдом Гріном антологію «Жінка на війні» («Woman at War») для видавництва Tor Books.
Продовженням «Танка відображень» став роман «Пам'ять» (англ. Memory), опублікований у жовтні 1996 року і номінований на Г'юго і Неб'юлу.
В червні 1998 року книга вийшла «Комарр» (англ. Komarr), яка отримала Minnesota Book Award в категорії «наукова фантастика й фентезі». Продовження книги «Комарр» — «Громадська компанія» (англ. A Civil Campaign) опубліковане в вересні 1999 року.

### Сага про Форкосиганів
- Уламки честі (англ. Shard of Honor), 1986
- Учень воїна (англ. Warrior's Appreantice), 1986
- Етан з Афона (англ. Ethan of Athos), 1986
- Вільне падіння (англ. Falling Free), 1987 (Неб'юла 1988)
- Гори скорботи (англ. The Mountains of Mourning), 1989 (Г'юго 1990, Неб'юла 1989)
- Лабіринт (англ. Labyrinth), 1989
- Межі нескінченності (англ. The Borders of Infinity), 1989
- Брати по зброї (англ. Brothers in Arms), 1989
- Гра форів (англ. Vor Game), 1990 (Г'юго 1991)
- Барраяр (англ. Barrayar), 1991 (Г'юго 1992)
- Танок віддзеркалень (англ. Mirror Dance), 1994 (Г'юго 1995)
- Цетаганда (англ. Cetaganda), 1995
- Пам'ять (англ. Memory), 1996
- Комарр (англ. Komarr), 1998
- Цивільна кампанія (англ. A Civil Campaign), 1999
- Дипломатична недоторканість (англ. Diplomatic Immunity), 2002
- Подарунки до зимових свят (англ. Winterfair Gifts), 2004
- Кріоопік (англ. CryoBurn), 2010
- Альянс капітана Форпатріла (англ. Captain Vorpatril's Alliance), 2012
- Джентльмен Джоул та Червона Королева (англ. Gentleman Jole and the Red Queen) (2016)

### Фентезі
- Кільце духів (The Spirit Ring), 1993
- світ циклу «Шаліон»:
  - Прокляття Шаліона (The Curse of Chalion), 2001
  - Паладин душ (Paladin of Souls), 2003 (продовження Прокляття Шаліона) (Г'юго 2004, Неб'юла 2004, Локус 2004)
  - Священне полювання (The Hallowed Hunt), 2005
  - Пенрік та Дездемона (у тому ж світі, але окремі новели)
    - Демон Пенріка (Penric's Demon), 2015[1]
    - Пенрік та Шаман (Penric and the Shaman), 2016
- цикл (Sharing Knife)
  - (Beguilement) (2006)
  - (Legacy) (2007)
  - (Passage) (2008)
  - (Horizon) (2009)